# Трифон Панчев
Трифон Руенов Панчев е български политик и адвокат, кмет на община Дряново от 2019 г. Член е на Националния съвет на Българската социалистическа партия, избиран в Изпълнителното бюро на НС на БСП.

## Биография
Роден е на 4 август 1988 г. в София, Народна република България. Завършва средното си образование в Първа английска гимназия в столицата, а след това висше образование със специалност „Право“ в Софийския университет „Свети Климент Охридски“. Придобива квалификация в Института за икономическа политика – „Обучение на политически лидери“.
В периода 2007 – 2019 г. развива бизнес, свързан със селското стопанство. През 2014 г. става адвокат към Софийската адвокатска колегия и съдружник в адвокатско дружество – гражданското и търговското право. През 2016 г. става член на Европейския атлетически съд към Европейската федерация по лека атлетика със седалище в Швейцария, занимаващ се с разглеждане на юридически спорове, свързани с ЕФЛА.

## Политическа дейност
На местните избори през октомври 2019 г. е избран за кмет на община Дряново (издигнат от БСП), като на следващите местни избори през 2023 г. е преизбран е на първи тур.